# Castell de Carisbrooke
El castell de Carisbrooke (en anglès Carisbrooke Castle) és una històrica fortificació situada a Carisbrooke, prop de Newport, a l'Illa de Wight. Carisbrooke és l'únic castell d'època medieval que segueix en peus a Wight.

## Història

### Primers temps
L'existència d'assentaments en el lloc on es va edificar el castell de Carisbrooke, ens diu que aquest va haver de produir-se ja en temps pre-romans. Queden vestigis d'una muralla que demostra la seva colonització als últims moments de l'Imperi Romà. Posteriorment, els juts van haver de prendre aquesta primitiva construcció a la fi del segle vii. Un baluard anglosaxó va reemplaçar l'anterior fortificació durant el Segle VIII. Al voltant de l'any 1000, es va construir una muralla envoltant el pujol en la qual se situa el castell com a mitjà de defensa contra les incursions dels vikings a l'illa.

### Invasió normanda
Després de la invasió normanda d'Anglaterra, Guillem el Conqueridor va cedir l'illa de Wight al seu amic William FitzOsbern, el qual va encarregar la construcció d'una fortificació de fusta a Carisbrooke. El castell, com a tal, és esmentat ja en el Domesday Book d'Alvington, per la qual cosa va haver de ser erigit a encàrrec del mateix FitzOsbern, que fou el primer senyor de l'Illa de Wight. Des d'aquesta època, el senyoriu de l'illa sempre va estar vinculat a la propietat del castell, el qual es convertiria en la seu del govern de Wight.
L'any 1100, Enric I va donar Carisbrooke a Richard de Redvers. El castell va servir de guarnició al comandament de Baldwin de Redvers, I comte de Devon, en suport de l'emperadriu Matilde l'any 1136, però va ser pres per Esteve de Blois.

### Època posterior

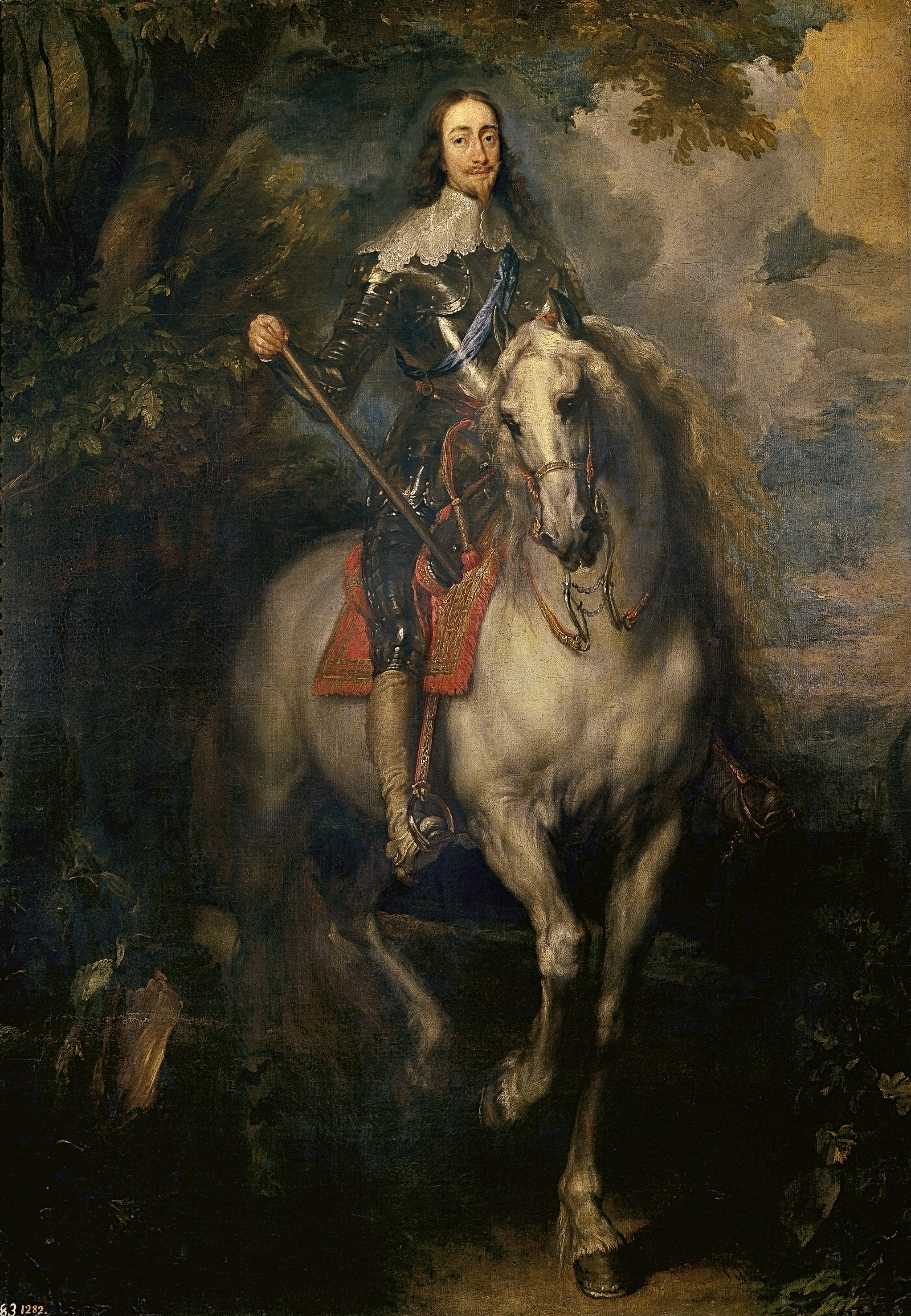
Carles I d'Anglaterra va ser el més il·lustre presoner del castell.

El castell va romandre en possessió de la família Redvers fins a l'any 1293, quan la comtessa Isabella de Fortibus el va vendre a Eduard I. Des d'aquest moment el seu govern va ser confiat a alcaldes com a representants de la corona, que seria la seva legítima propietària d'ara endavant.
Durant el regnat de Ricard II, el castell va ser atacat sense èxit pels francesos l'any 1377. Antonio Woodville, Lord Scales i posteriorment comte de Rivers, va obtenir concessió reial del castell i els drets de senyoriu l'any 1467. Wydville va ser qui va encarregar la construcció de la Porta de Woodville, actualment anomenada Porta d'Entrada (Entrance Gate).
Sota el regnat d'Enric I va ser erigida la torre de l'homenatge del castell i en època d'Isabel I, per protegir-ho d'un eventual atac de l'Armada Invencible, es va envoltar d'una elaborada fortificació pentagonal dissenyada per Sir George Carey.
El rei Carles I va ser empresonat al castell durant catorze mesos, abans de la seva execució l'any 1649.Poc després els seus dos fills més petits van ser també confinats allà, en aquest lloc també hi va morir la princesa Isabel d'Anglaterra l'any 1650.
Al començament del segle xx, el castell va ser la residència de la princesa Beatriu, filla de la reina Victoria, com a governadora de l'illa de Wight (1896 - 1944). En l'actualitat es troba al càrrec del English Heritage, organisme públic dependent del Departament de Cultura del govern britànic.

## Arquitectura

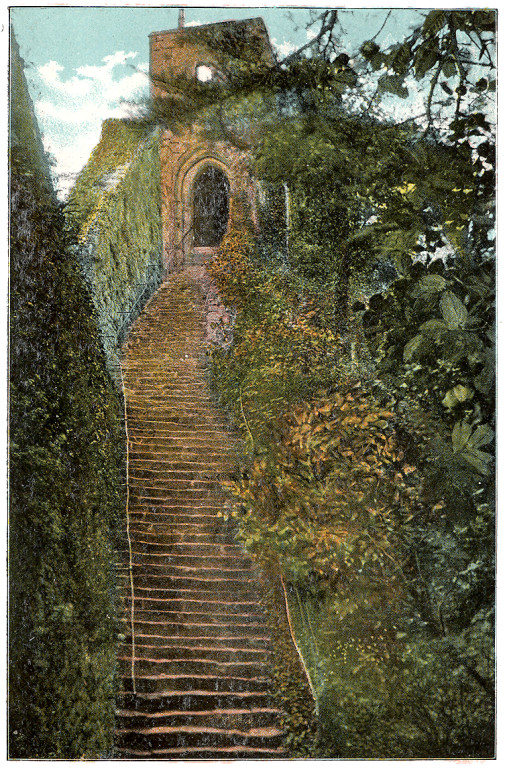
Escala a la torre del castell de Carisbrooke, circa 1910.

El castell de Carisbrooke va ser la fortalesa més inexpugnable de l'illa, a pesar que la seva ubicació no dominava els erms com fan molts altres castells.
Hi ha vestigis d'un fort romà sota els edificis posteriors. Setanta-un graons condueixen a la torre de l'homenatge des de la qual pot gaudir-se d'una magnífica vista. En el recinte central del castell se situen les zones d'ús domèstic, que daten en la seva majoria del segle xiii, sent la planta superior del segle xvi. Algunes es troben en ruïnes, però les sales principals tenen un bon estat de conservació, ja que van ser usades com a residència oficial del Governador de l'illa de Wight fins a la dècada dels 40.
El Gran Vestíbul, la Gran Càmera i altres sales més petites es troben obertes al públic. També la planta superior que allotja el Museu de l'Illa de Wight. La majoria de les sales es troben parcialment moblades, encara que aquestes siguin interessants per si mateixes gràcies a les seves xemeneies i altres detalls arquitectònics. Unes altres de les atraccions del museu giren entorn de la figura de Carles I d'Anglaterra i la seva captivitat al castell, del que va intentar escapar l'any 1648 però no va aconseguir traspassar els barrots de la seva finestra.
Carisbrooke va servir per donar nom a una altra estructura molt diferent en les antípodes del Regne Unit. Una visita al castell va inspirar a James Macandrew, un dels fundadors de la ciutat neozelandesa de Dunedin per anomenar Carisbrooke a una finca. El nom d'aquesta finca va ser posteriorment usat per denominar a l'estadi esportiu més important de Dunedin.

### The Main Gate
La porta d'entrada al castell amb les seves torrasses va ser erigida per Lord Scales l'any 1464.

### Capella de St. Nicholas
La capella està situada al costat de la porta d'entrada. En 1904, aquesta capella dedicada a Sant Nicolau va ser reoberta i reconsagrada, convertint-se en monument commemoratiu a Carles I. Sota la muralla es troba un pou de 200 peus (60,96 m) de profunditat. També hi ha un altre al centre de la torre, que es creia que era encara més profund.

### The Well-House
Prop de la zona noble es troba la caseta del pou (Well-House) que data de 1587 i amb una curiosa estructura de roda de tracció animal i eòlica per treure aigua. És aquesta una de les majors atraccions del castell, on es formen grans cues per observar com fan treballar als rucs de Carisbrooke..

### Constable's Chamber
Constable's Chamber o Càmera de guàrdia és una gran sala a la zona medieval del castell. Va servir d'estança per a Carles I en la seva estada com a presoner a Carisbrooke i com a menjador de la princesa Beatriu. Actualment s'usa com a centre educatiu del castell per als seus visitants.

### Fossats
Envoltant a la fortalesa existeix un ampli conjunt de fossats dissenyat per l'enginyer italià Federigo Giambelli que van començar a construir-se l'any 1587, un any abans de la fallida incursió de l'Armada Invencible a Anglaterra. Van ser completats a la fi de la dècada de 1590. La portada exterior, coronada per l'escut d'armes d'Isabel I d'Anglaterra, conté la data de finalització del conjunt fortificat: 1598.

## Allotjament a Carisbrooke
L' English Heritage planeja convertir les antigues instal·lacions del servei en allotjaments que puguin ser gaudits pel públic visitant de Carisbrooke. Els permisos administratius han estat ja sol·licitats i la seva transformació d'ús es produirà a partir de l'any 2007.